# Chiesa della Madonnina dei Ronchi
La chiesa della Madonnina dei Ronchi è un luogo di culto cattolico di Legnano. Fu costruita nel 1641 in seguito al permesso accordato da un discendente di Oldrado II Lampugnani, Jossefo, per trasformare la cappella di famiglia in una chiesa vera e propria. Si trova lungo corso Sempione.

## Storia
La chiesa sorge nei pressi di una zona sopraelevata corrispondente a un grande pianalto morenico che si estende su un ampio territorio e che si è formato grazie ai depositi accumulati nel corso dei secoli dal fiume Olona; tale deposito geologico naturale è chiamato dai legnanesi con l'appellativo di "Ronco" (da cui il nome di un'area verde urbana che si trova invece compresa tra i confini della Contrada Legnarello, il "Parco Bosco dei Ronchi"), da cui il nome della chiesa. In origine, all'altezza del Ronco, l'Olona formava un'ansa verso sinistra che portò all'accumulo di detriti e alla nascita del pianalto.

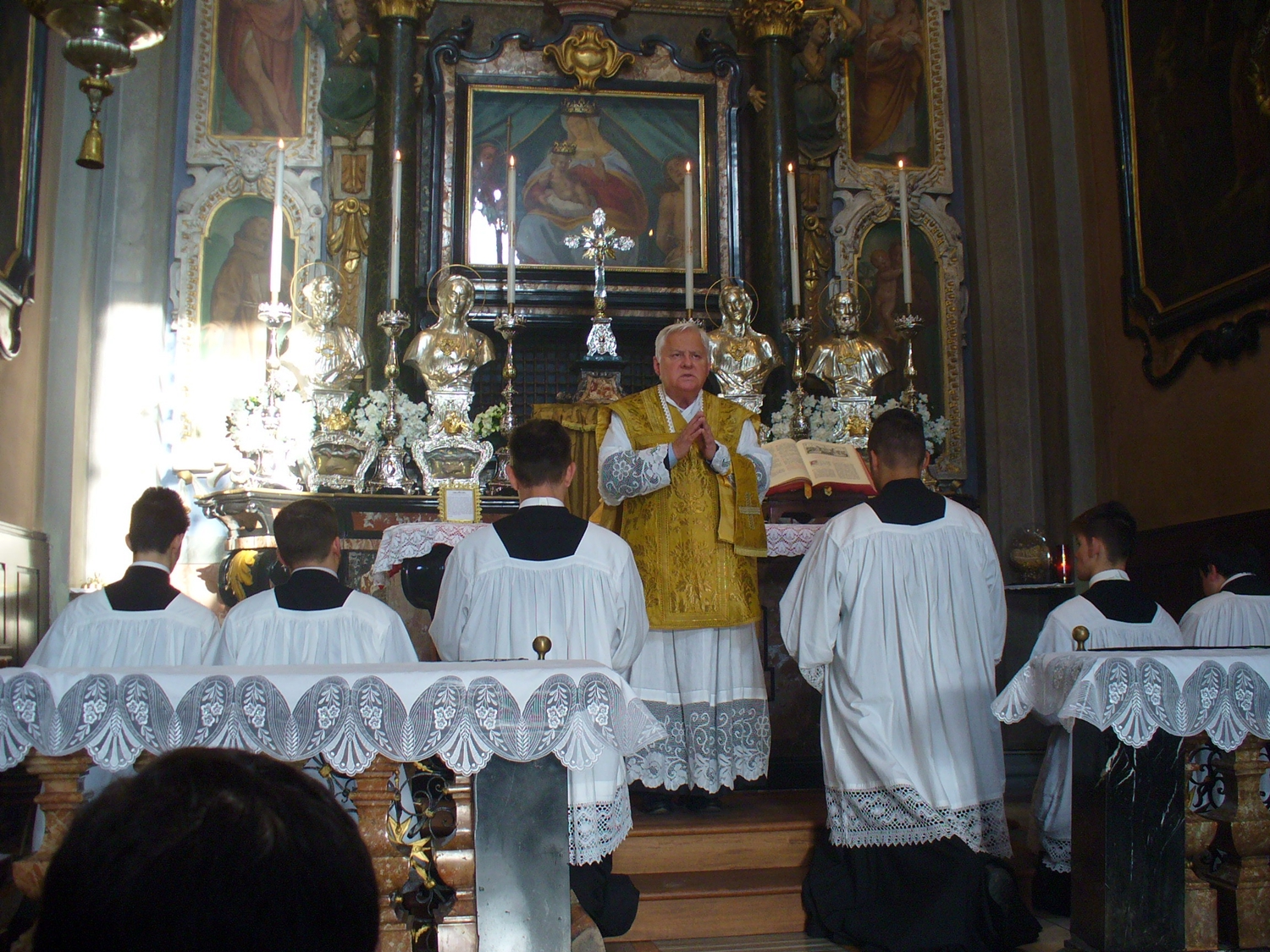
Santa messa in latino, secondo il rito ambrosiano antico, celebrata presso la chiesa della Natività della Beata Vergine Maria, detta "la Madonnina", in Legnano.

La costruzione della chiesa, di pianta ottagonale, risale alla Controriforma. I nobili legnanesi, in questo periodo storico, erano avvezzi ad elargire cospicue donazioni verso la Chiesa e nei confronti della comunità in cui risiedevano con l'obiettivo di conquistare il favore dell'Arcivescovo di Milano. Inoltre, era ancora forte spinta del mecenatismo, che tanto diede all'Italia tra il Quattrocento ed il Cinquecento.
Secondo gli scritti del prevosto Agostino Pozzo, nel 1650, fu possibile erigere la chiesa della Madonnina dei Rochi grazie a offerte elargite per alcune guarigioni riconosciute prodigiose e ricollegabili alla Madonna. Per costruire questo nuovo luogo di culto, una cappella-oratorio anteriore al XVI secolo, che si trovava lungo la Strada magna (oggi corso Sempione) all'angolo con l'attuale via dei Ronchi, fu trasformata in una chiesa vera e propria. La chiesa della Madonnina dei Ronchi fu progettata da Francesco Maria Richini. Questo edificio religioso richiama la chiesa di San Giuseppe di Milano, anch'essa progettata dal Richini.
Nel XVIII secolo l'edificio fu ampliato con la costruzione, dietro l'abside, di un edificio a due piani dove trovò spazio l'abitazione del canonico.

## La chiesa e le opere artistiche
Il tempio ha pianta ottagonale allungata grazie alla presenza dell'abside e di una cappella d'ingresso, dove è presente l'organo. La prima ha una volta a crociera, mentre la seconda a botte. Anche la volta principale è a crociera. La facciata, più larga del corpo dell'edificio, è a due ordini con stile architettonico dorico e corinzio ed è ricoperta da un intonaco. La facciata presenta una finestra centrale che illumina il locale dell'organo.
Le pareti esterne restanti sono invece in cotto. L'edificio è stato costruito in una posizione sopraelevata rispetto al piano stradale. La base della chiesa si trova infatti a 1,8 m sopra corso Sempione. Sulla sinistra, è presente il campanile.
All'interno della chiesa sono conservate una pala d'altare di Francesco Lampugnani riproducente la Madonna con San Sebastiano e San Rocco, e alcune pitture situate alle pareti della cappella d'altare raffiguranti San Francesco e San Giuseppe, che sono invece opera dei fratelli Lampugnani.
Nell'edificio erano conservanti un tempo due quadri del Legnanino. Nel 1815 sono state trasferiti all'interno del Santuario della Madonna delle Grazie. Nel 1828, a Beniamino Turri, venne commissionata la realizzazione di una copia delle tele da conservare nella chiesa della Madonnina dei Ronchi in sostituzione dei quadri traslati. Il soffitto, adornato da lesene e stucchi, è invece opera di Daniele Turri. Gli affreschi della volta invece sono di Mosé Turri senior.
Durante la costruzione della chiesa furono collocate alla pareti est, sud e sud-ovest tre meridiane in modo tale da indicare l'ora, in qualsiasi momento della giornata, ai viandanti che passavano nell'antica Strada magna. Nel 1984, per celebrare il sesto centenario della morte di Giovanni da Legnano, grazie all'interessamento della Famiglia Legnanese, della contrada di Sant'Erasmo e della locale Associazione Antares, le meridiane sono state riportate all'antico splendore. Esse rappresentano gli unici orologi solari funzionanti in tutto il Legnanese.

## Le campane
La chiesa è dotata di una torre campanaria che dispone del seguente concerto:
| Campana | Diametro | Peso   | Anno di fusione |
| ------- | -------- | ------ | --------------- |
| 1ª      | 76,2 cm  | 260 kg | 1780            |
| 2ª      | 70,5 cm  | 200 kg | 1666            |
| 3ª      | 60 cm    | 130 kg | 1784            |